# Drunče
Drunče település Csehországban, a Jindřichův Hradec-i járásban. Drunče Světce, Rosička, Březina, Mnich és Bořetín településekkel határos. Lakosainak száma 54 fő (2024. január 1.).

## Népesség
A település lakosságának változását az alábbi diagram mutatja:
| Lakosok száma | 195  | 187  | 188  | 139  | 97   | 60   | 46   | 46   | 51   | 54   |
|               | 1869 | 1890 | 1921 | 1950 | 1980 | 2001 | 2017 | 2019 | 2022 | 2024 |